# بونة وار يعقوب (زاز الغربي)
بونة وار یعقوب (بالفارسية: بنه واریعقوب) هي قرية تقع في إيران في قسم زاز الغربي الریفي. يقدر عدد سكانها بـ 46 نسمة بحسب إحصاء 2016.